# オズボーン・メイトランド・ミラー
オズボーン・メイトランド・ミラー（Osborn Maitland Miller、1897年 - 1979年）は、スコットランド出身のアメリカ合衆国の地図製作者、測量家、航空写真家である。
自らも探検隊に参加し、また他の探検家のアドバイザーとしても活躍した。双極斜軸円錐図法(Bipolar Oblique Conformal)、ミラー扁円平射図法(Miller Oblated Stereographic)などの地図投影法を開発し、その中で最もよく知られているミラー図法(Miller Cylindrical)を1942年に発表した。
南極のメイトランド氷河は、ミラーに因んで1952年に命名された。1962年にはチャールズ・P・デイリー・メダルを受賞した。
1897年にスコットランドのパースで生まれた。グレナルモンド・カレッジとウーリッジの王立陸軍士官学校で教育を受けた後、第一次世界大戦で王立野戦砲兵隊の正規将校として従軍し、1917年に武功十字章を授与された。
1922年から1968年までアメリカ地理学協会(AGS)に勤務し、AGSはその功績を称えて「地図製作または測地学の分野における顕著な貢献」に対するオズボーン・メイトランド・ミラー・メダルを創設した。